# Ерал (посёлок железнодорожной станции)
Ера́л — посёлок железнодорожной станции в Ашинском районе Челябинской области России. Входит в состав Еральского сельского поселения.

## География
Через посёлок протекает река Ералка.

## Население
| 2002 | 2010 |
| ---- | ---- |
| 21   | ↘15  |

### Половой состав
По данным Всероссийской переписи, в 2010 году численность населения посёлка составляла 15 человек (6 мужчин и 9 женщин).

## Улицы
Уличная сеть посёлка состоит из 1 улицы (ул. Вокзальная).

## Транспорт
В посёлке находится одноимённая железнодорожная станция Куйбышевской железной дороги.